# Liste der Naturdenkmäler in Hatzfeld (Eder)
Die Liste der Naturdenkmäler in Hatzfeld (Eder) nennt die in der Stadt Hatzfeld (Eder) im Landkreis Waldeck-Frankenberg in Hessen gelegenen Naturdenkmäler. Sie sind nach den §§ 28, 22 des Hessischen Gesetzes über Naturschutz und Landschaftspflege sowie § 12 des Hessischen Ausführungsgesetzes zum Bundesnaturschutzgesetz geschützt.
| Bild | Bezeichnung                           | Ortsteil, Lage                              | Beschreibung | Art        | Nr.    |
| ---- | ------------------------------------- | ------------------------------------------- | --- | ---------- | ------ |
| BW   | Magerwiese                            | Biebighausen 51° 0′ 58,9″ N, 8° 34′ 0,4″ O  | Magerwiese ca. 200 m nördlich von Biebighausen. | Magerwiese | 13 001 |
| BW   | Buchenaltholzbestand „Rödern“         | Eifa 50° 57′ 25,7″ N, 8° 33′ 34,3″ O        | 0,44 Hektar großer Buchenaltholzbestand mit Flechtenvorkommen im Gemarkungsbereich „Rödern“ südwestlich von Eifa.                                   | Buche      | 13 002 |
| BW   | Borstgrasrasen „Eifaer Berg“          | Eifa 50° 58′ 51,7″ N, 8° 34′ 45,1″ O        | 0,5 Hektar großer artenreicher Borstgrasrasen westlich des „Eifaer Berg“.                                                                           |            | 13 003 |
| BW   | Hainklippe                            | Hatzfeld 50° 57′ 54,3″ N, 8° 33′ 24″ O      | 0,25 Hektar großes Gebiet. Geologisch bedeutende Felsgruppe mit natürlichem Aufschluss des Sackpfeifen-Quarzits ca. 1,5 km nördlich der Sackpfeife. | Aufschluss | 13 004 |
| BW   | „Hatzfelder Stede“                    | Hatzfeld 50° 59′ 30″ N, 8° 32′ 26,9″ O      | 3,97 Hektar großes Gebiet. Felssteilhang unmittelbar westlich des Bahnhofes Hatzfeld.                                                               |            | 13 005 |
| BW   | Beddelhausen „Nützelnau“              | Hatzfeld 50° 59′ 40,4″ N, 8° 30′ 0″ O       | 3,78 Hektar großes Gebiet mit Borstgrasrasen und Magergrünland westlich von Hatzfeld.                                                               |            | 13 006 |
| BW   | Wellrighäuser Grund                   | Hatzfeld 50° 58′ 19,3″ N, 8° 29′ 2,3″ O     | 0,8 Hektar großes Quellmoor westlich von Lindenhof.                                                                                                 | Quellmoor  | 13 007 |
| BW   | „Hirschbachseite“                     | Holzhausen 50° 59′ 43,8″ N, 8° 36′ 0,8″ O   | 4,7 Hektar großes Gebiet. Geologisch bedeutende Felsgruppe ca. 700 m nördlich von Holzhausen.                                                       |            | 13 008 |
| BW   | Buche „Auf der Inke“                  | Holzhausen 50° 58′ 49″ N, 8° 36′ 34,3″ O    | Landschaftsbildprägende Rotbuche südöstlich von Holzhausen.                                                                                         | Rotbuche   | 13 009 |
| BW   | Felsklippe an der „Hirschbachseite“   | Holzhausen 50° 59′ 47,6″ N, 8° 35′ 48,2″ O  | 0,7 Hektar großes Gebiet. Quarzitrippe ca. 800 m nördlich von Holzhausen.                                                                           |            | 13 010 |
| BW   | Steinbruch „Horst“                    | Holzhausen 50° 59′ 47,6″ N, 8° 35′ 48,2″ O  | 2,68 Hektar großes Gebiet. Amphibienlaichgewässer ca. 1,2 km südöstlich von Holzhausen.                                                             |            | 13 011 |
| BW   | Zweiblättrige Waldhyazinthen Standort | Reddighausen 51° 0′ 18,5″ N, 8° 35′ 42,5″ O | 1,12 Hektar großes Gebiet südöstlich von Reddighausen. Bestand der Zweiblättrigen Waldhyazinthe.                                                    |            | 13 012 |

## Belege
1. ↑  
Anlage 1 zur Verordnung zum Schutze der Naturdenkmäler im Landkreis Waldeck-Frankenberg. (pdf; 374 kB) Landkreis Waldeck-Frankenberg, 18. März 2013, abgerufen am 24. Januar 2016.
2. ↑  
Verordnung zum Schutze der Naturdenkmäler im Landkreis Waldeck-Frankenberg. (pdf; 1,42 MB) Landkreis Waldeck-Frankenberg, 18. März 2013, abgerufen am 24. Januar 2016.
3. ↑  Details 13 001

- Karte mit allen Koordinaten:
- OSM |
- WikiMap